# リンナンマキ遊園地
リンナンマキ遊園地（リンナンマキゆうえんち、フィンランド語: Linnanmäen Huvipuisto, 英: Linnanmäki Amusement Park）は、フィンランドのヘルシンキにある遊園地であり、同市の観光地の1つである。リンナマキ遊園地とも表記され、また単にリンナンマキ（フィンランド語: Linnanmäki）とも呼ばれる。

## 概要
アルッピハルユ地区に所在する。正面入口の住所は、Tivolikuja 1である。アトラクションの数は、40を超える。園内への入場自体は、無料である。毎年4月から10月まで開園されている。面積は、およそ7.5ヘクタールである。所有者は、Lasten Päivän Säätiö（英: Children's Day Foundation）である。東隣には、文化の家がある。西へ1.5キロメートルほどのところにヘルシンキ・オリンピックスタジアムがある。
当遊園地の礎は、子供の日のイベントが企画された1907年にさかのぼる。開園は1950年5月27日であり、フィンランドで最も長い歴史をもつ遊園地である。当遊園地は、6つの児童福祉団体によって創設された。1957年、この6つの児童福祉団体によって Lasten Päivän Säätiö が組織された。

## アトラクション
ヴオリストラタ (Vuoristorata)
ヴオリストラタは、木製のジェットコースターである。「ヴオリストラタ」は、フィンランド語で「山脈道」という意味をもつ。1951年に建設された。コースの全長は960メートルであり、所要時間は2分である。降下する際の最高速度は、時速およそ60キロメートルである。定員は22人であり、身長制限は、140センチメートル以上である。
ウッコ (Ukko)
ウッコは、2011年に開設されたジェットコースターである。「ウッコ」は、フィンランド語で「雷神」という意味をもつ。トラックの全長は150メートルであり、高さは52メートルである。最高速度は、時速およそ105キロメートルである。所要時間は1分であり、定員は12人である。身長制限は、140センチメートル以上200センチメートル以下である。
キンギ (Kingi)
キンギは、フリーフォールのアトラクションである。2014年に開設された。高さは75メートルである。降下する際の最高速度は、時速およそ83キロメートルである。定員は24人である。身長制限は、130センチメートル以上195センチメートル以下である。
ラケッティ (Raketti)
ラケッティは、1999年に開設された、フリーフォールのアトラクションである。「ラケッティ」は、フィンランド語で「ロケット」という意味をもつ。高さは60メートルであり、所要時間は30秒である。定員は12人である。身長制限は、140センチメートル以上195センチメートル以下である。
クュオペリンヴオレン・ホテッリ (Kyöpelinvuoren hotelli)
クュオペリンヴオレン・ホテッリは、恐ろしいホテルの中をコースターで進んでいくものである。「クュオペリンヴオレン・ホテッリ」は、フィンランド語で「幽霊山のホテル」という意味をもつ。2013年に開設された。全長は100メートルであり、所要時間は2分である。定員は40人である。身長制限は、120センチメートル以上である。
フルヤクル (Hurjakuru)
水が流れるコースを、円盤状のボートに乗って進んでいくアトラクションである。「フルヤクル」は、フィンランド語で「恐怖の峡谷」という意味をもつ。1998年に開設された。コースの全長は、370メートルである。ゴンドラの数は10であり、定員は90人である。身長制限は、140センチメートル以上である。

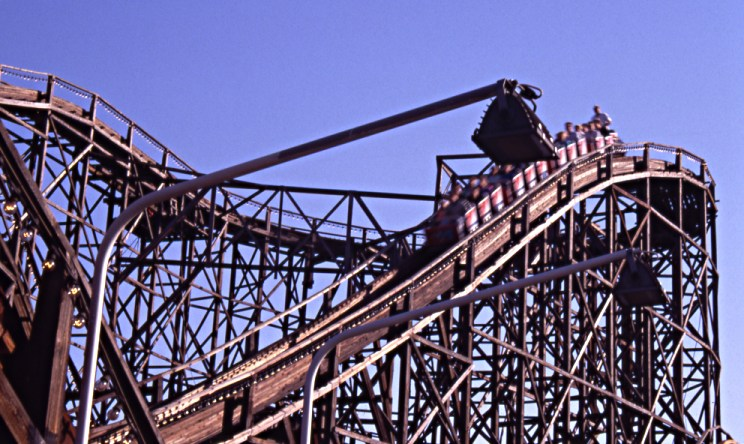
ヴオリストラタ
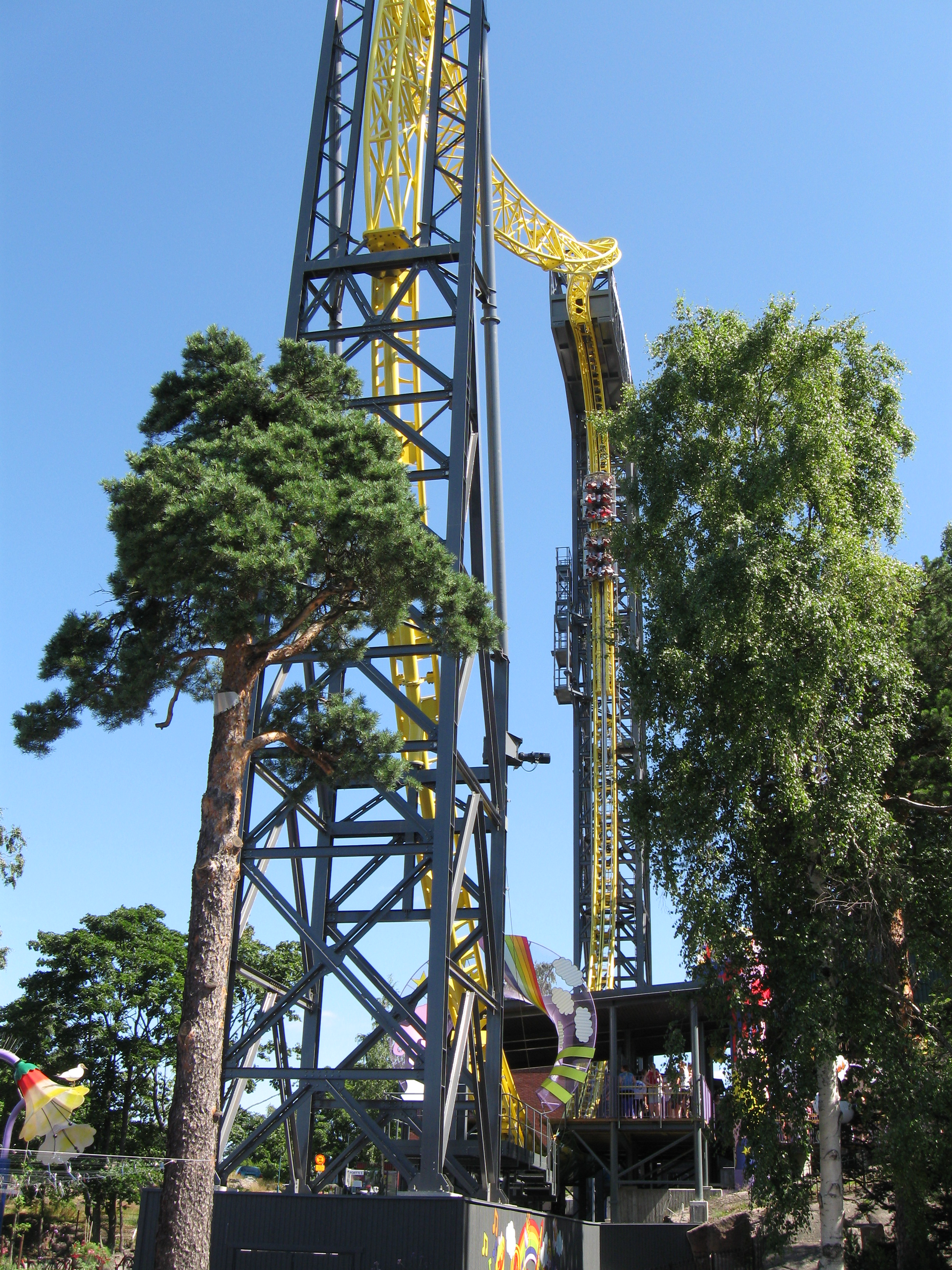
ウッコ
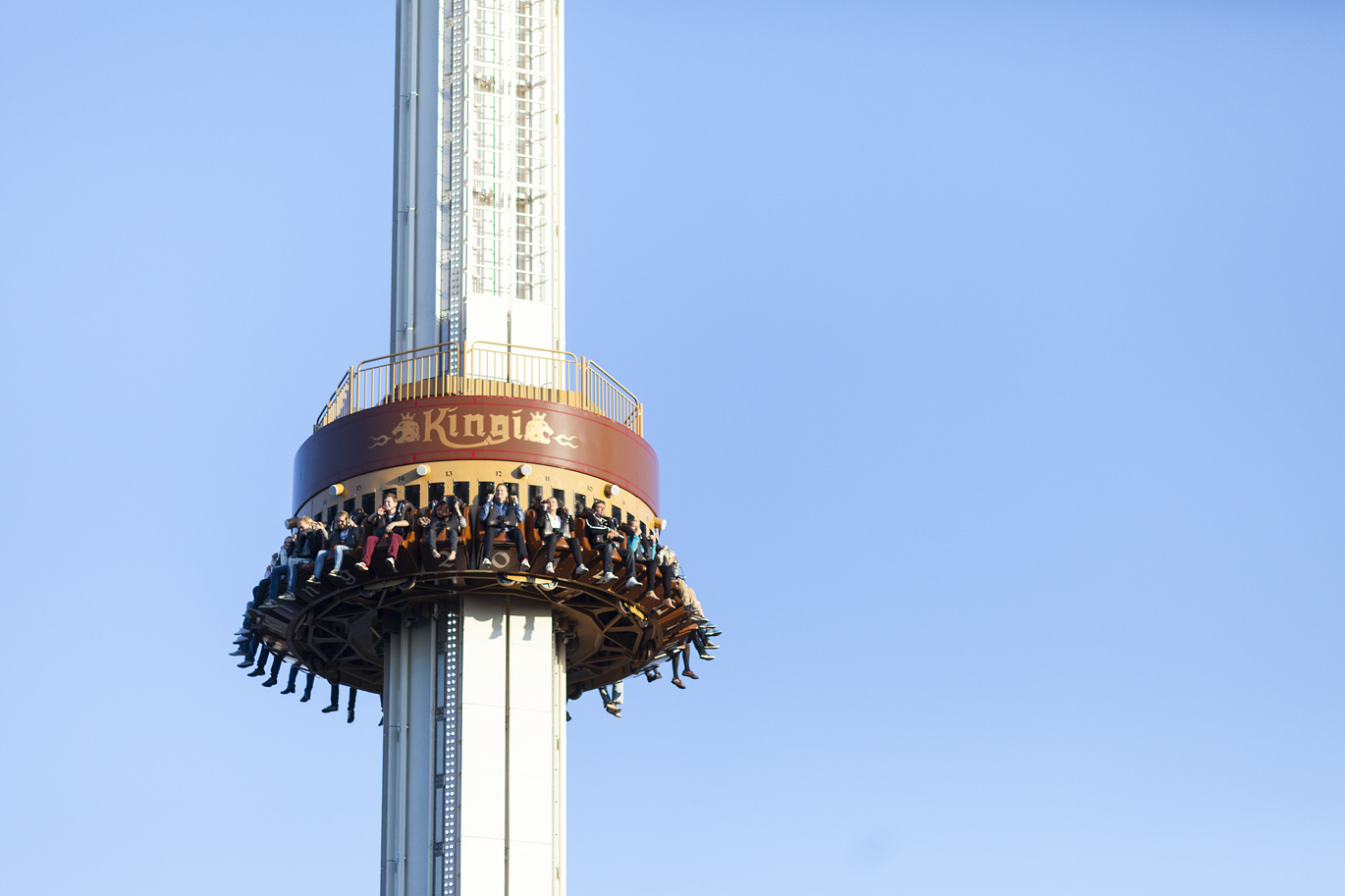
キンギ
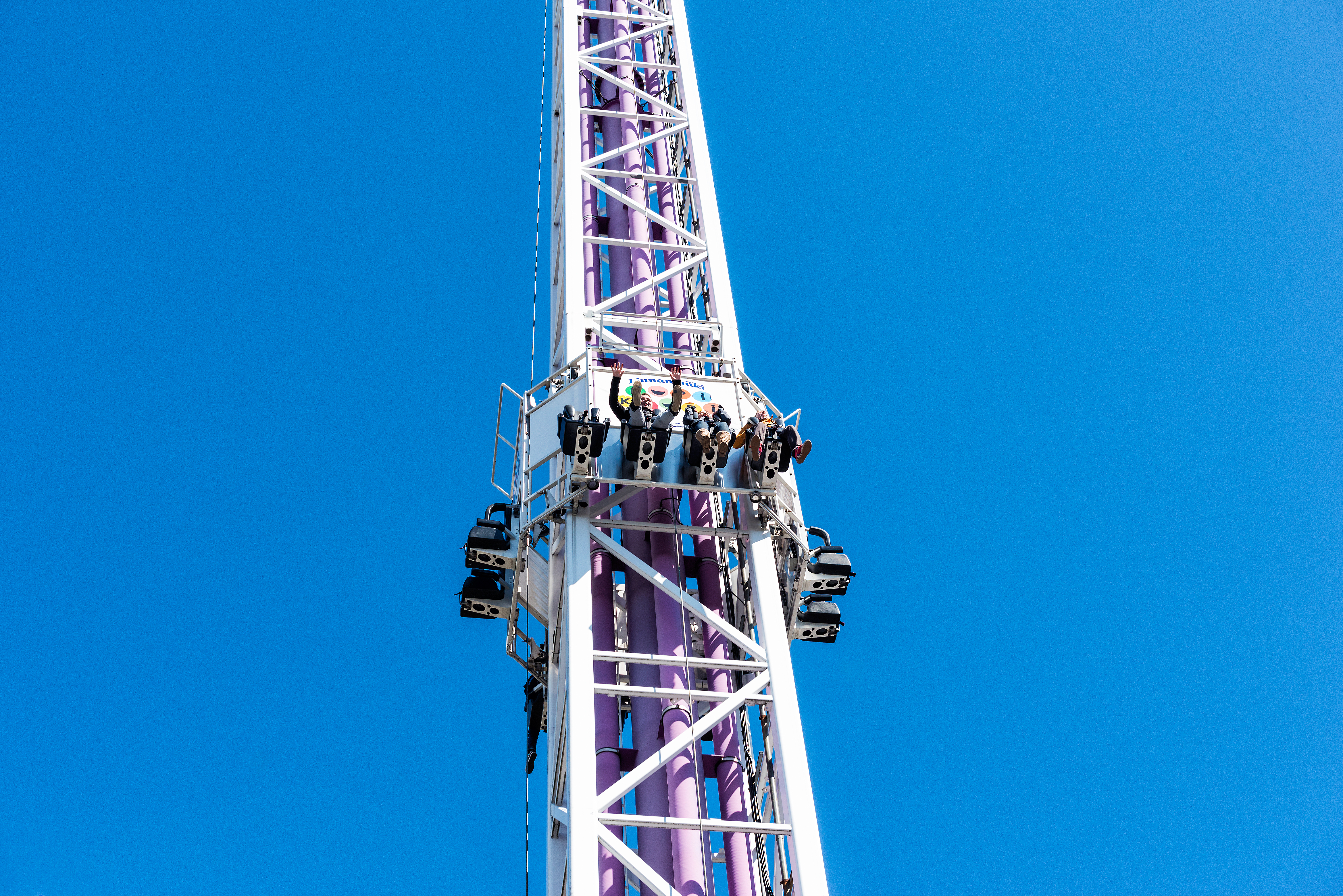
ラケッティ
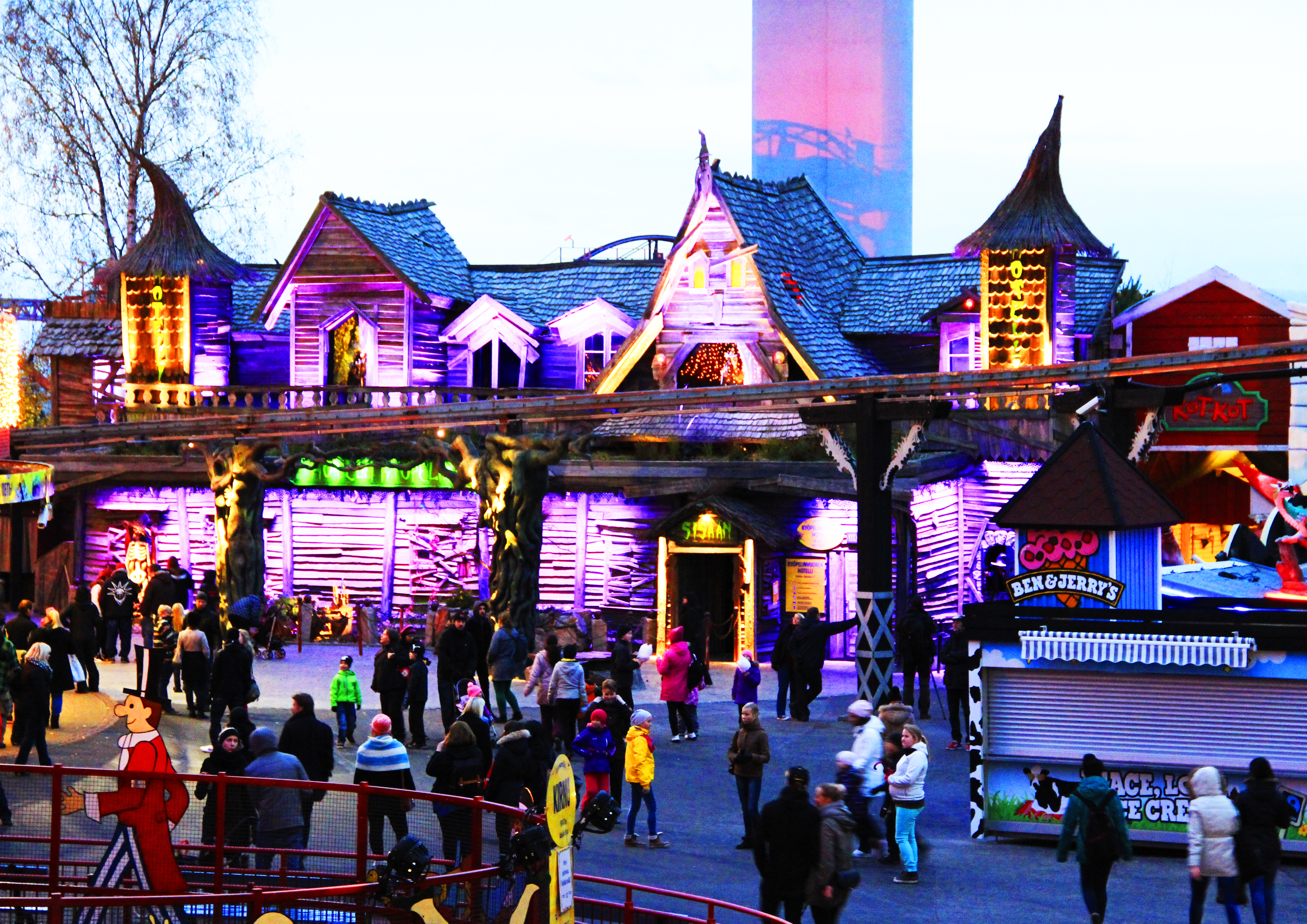
クュオペリンヴオレン・ホテッリ
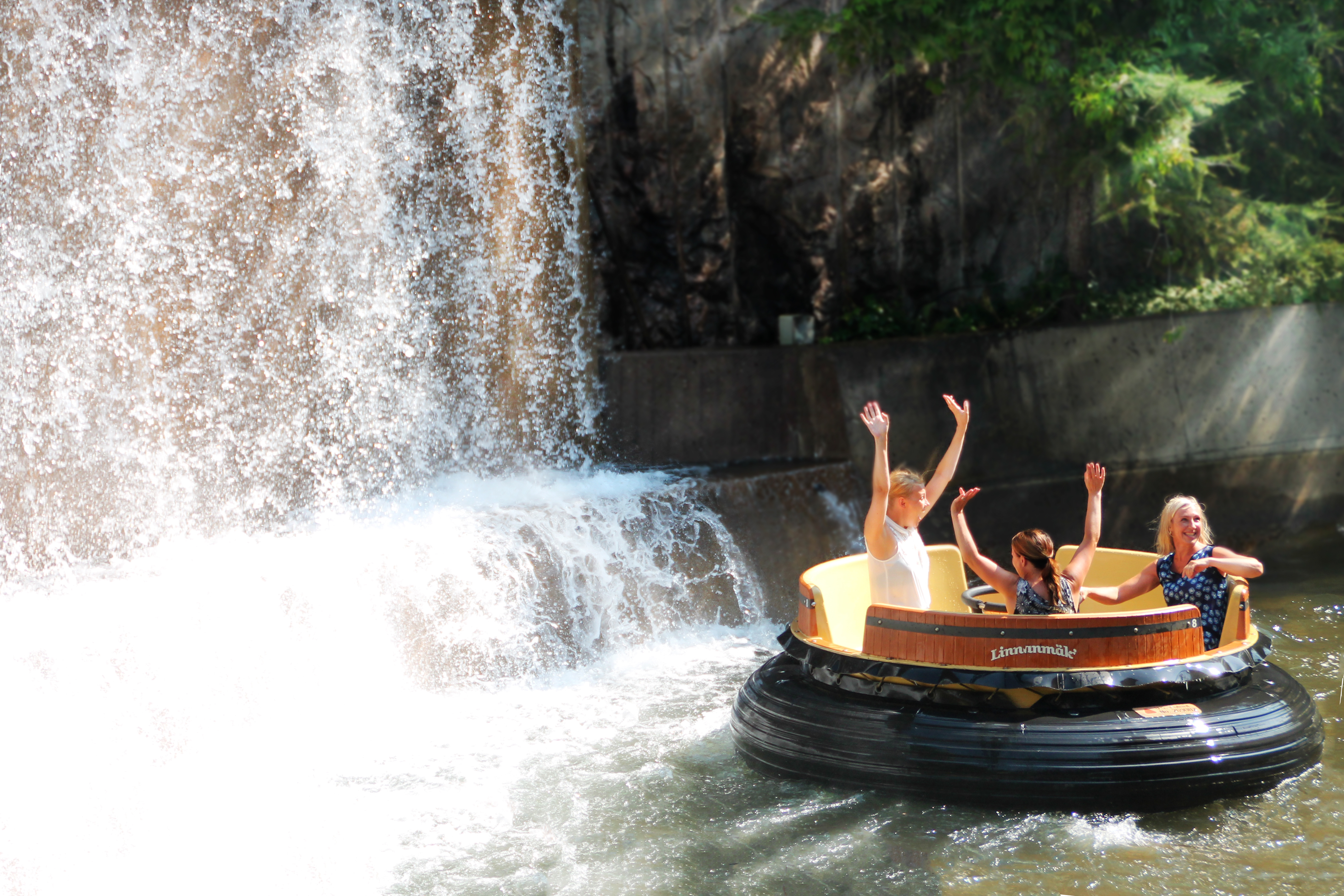
フルヤクル